# NASA Earth Observatory

Logótipo do NASA Earth Observatory.

O NASA Earth Observatory (Observatório da Terra da NASA) é uma publicação em linha da NASA, criada em 1999. É a principal fonte de imagens de satélite e de outras informações científicas relativas ao clima e ao ambiente que são fornecidas pela NASA para consumo do público em geral. É financiado com dinheiros públicos, conforme autorizado pelo Congresso dos Estados Unidos, e faz parte do EOS Project Science Office (Gabinete de Ciência do Projeto EOS) localizado no Goddard Space Flight Center.

## Descrição
O NASA Earth Observatory venceu o Webby People's Voice Award in Education três vezes.
O sítio publicou uma série de imagens em 2008, incluindo imagens de nuvens sobre o Mar Cáspio, tempestades de poeira ao largo da costa de Marrocos, o desmoronamento da plataforma de gelo de Wilkins, o furacão Bertha (2008), entre outras.